# پونتیفکس ماکسیموس
پونتیفکس ماکسیموس (به لاتین: Pontifex Maximus) روحانی متصدی بالاترین منصب دینی در روم باستان بود.

## تاریخچه
ریشه‌های این منصب به دوران کهن روم بازمی‌گردند و مرتبط با بنای پل سوبلیکیوس ـ کهن‌ترین پل روم بر روی رود تیبر ـ بود. برای توده‌های باستانی روم نگهداری و حفاظت این پل چنان مهم بود که در ارتباط با آن کهن‌ترین و نیرومندترین منصب روحانیت رومی یعنی پونتیفکس پدیدار شد. مقام کاهنی اعظم ـ با وجود آنکه کارکردهایی بیشتر تشریفاتی داشت ـ از زمان دومین پادشاه روم نوما پومپیلیوس که فردی مذهبی بود بالاترین مقام دینی‌ایی بود که یک رومی می‌توانست خواهان آن باشد.

## خصایص
دسترسی به این منصب در ابتدا مختص به پاتریسی‌ها بود؛ در سال ۳۰۰ قبل میلاد لایحه اُگولنیا دسترسی بدین مقام را برای پلبی‌ها نیز تضمین کرد و در ۲۵۴ ق. م این منصب برای نخستین بار به‌دست یک پلبی به‌نام تیبریوس کُرونکانیوس افتاد.
پوننتیفکس در دوموس پوبلیکا یا خانهٔ عمومی ـ واقع در فروم رم ـ واقع‌بود.

## کارکردها و اختیارات
او در رأس هیئتی از پونتیفکس‌ها یا روحانیون (شامل پادشاه مقدسات، باکرگان وستال و فلامن‌ها) قرار داشت که وظیفه‌اش نظارت و کنترل آداب و مناسک جامعه روم بود. گزینش او بر پایه انتخاباتی که در درون خود هیئت پونتیفکس‌ها برگزار می‌شد انجام می‌گرفت. در سال ۱۰۴ پیش از میلاد لایحه دومیتیا چنین معین نمود که انتخابات توسط ۱۷ قبیله که بر حسب قرعه از میان ۳۵ قبیله گزینش می‌شدند انجام گیرد؛ لوکیوس کورنلیوس سولا این قانون را ملغی ساخت امّا در ۶۳ پیش از میلاد، لابینوس به ابتکار ژولیوس سزار آنرا دوباره احیا کرد تا او در این سال بدین مقام انتخاب شود.

## نگارخانه

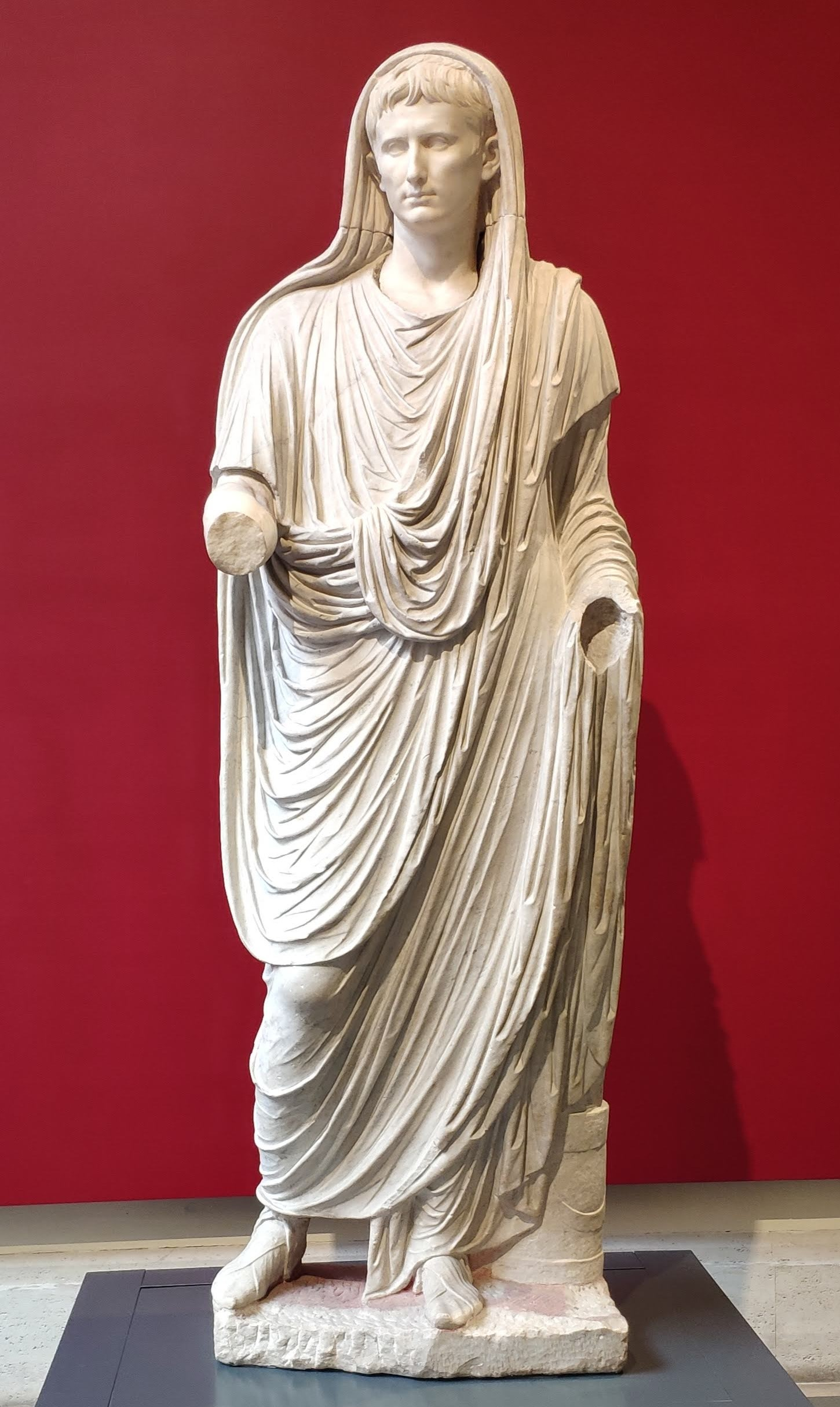
آگوستوس، پایه‌گذار امپراتوری روم، ملبس به پوشش کاهن اعظم. کشف شده در ویا لابیکانا، نگه‌داری شده در موزه ملی رومی تالار اعظم